# Контактна група (Балкани)
Контактната група е неформална група от влиятелни страни със силен интерес към политическото развитие на Балканите.
Тази група възниква в резултат на войната и кризата в Босна в началото на 1990-те години. Състои се от представители на САЩ, Великобритания, Франция, Германия, Италия и Русия. Включва 4 от 5-те постоянни членове (велики сили) на Съвета за сигурност на ООН и страните, които допринасят с най-много войски и помощ за провеждане на мироопазващи операции на Балканите. На срещите на Контактната група обикновено присъстват представители на Съвета на ЕС, на страната-председател на ЕС, на Европейската комисия и НАТО. Тя е един вид съвременен вариант на Великите сили, които в периода преди Първата световна война често са действали заедно за разрешаване на международните конфликти.
Групата проявява голям интерес към процеса за определяне на бъдещия политически статут на Косово (т.е дали ще е независимо или ще остане част от Сърбия). Тя се среща редовно със специалния представител на ООН Марти Ахтисаари, който ръководи процеса за определяне статута на Косово.
Контактната група няма секретариат или постоянни служители – тя е просто неформална група страни, които се срещат редовно на различни нива, за да координират международните си инициативи в югоизточна Европа. Официалните изявления на Контактната група, често уточнявани до най-малкия детайл в рамките на групата, се смятат за значителни индикатори за политиката и намеренията на международната общност в региона. Контактната група обикновено се среща на ниво директор за Балканите (т.е на равнище най-високопоставените дипломати от външните министерства, които се занимават с Балканския полуостров). Но понякога Контактната група се събира на ниво политически директор или дори външен министър.
На 24 юли 2006 г. представители на Контактната група са наблюдатели при първата среща на високо равнище между министър-председателите и президентите на Косово и Сърбия, на която се обсъжда бъдещият статут на провинцията. Изявлението на Контактната група след срещата включва похвала за демонстрираната от Косово гъвкавост по техническите преговори, като същевременно Сърбия се приканва да прояви по-голяма от показаната до момента гъвкавост.
Външните министри на Контактната група се срещат в Ню Йорк на 20 септември 2006 г. покрай Общото събрание на ООН, срещата е председателствана от американския държавен секретар Кондолиза Райс. След тази среща Контактната група излиза с изявление, в което потвърждава стремежа за постигане на договорено споразумение през 2006 г.